# La Première Folie des Monty Python
Pour plus de détails, voir Fiche technique et Distribution.
La Première Folie des Monty Python (And Now for Something Completely Different), d'abord intitulé Pataquesse en France, est un film britannique réalisé par Ian MacNaughton et sorti en 1971.
C'est une anthologie des sketches préférés du groupe humoristique les Monty Python, interprétés dans les deux premières saisons de la série télévisée Monty Python's Flying Circus, également réalisée par Ian MacNaughton.

## Synopsis
Quelques-uns des sketches du Monty Python's Flying Circus, réécrits, rejoués et réarrangés. On retrouve notamment certains sketches célèbres comme Le Perroquet mort, La Blague la plus drôle du monde, Nudge Nudge, etc.

## Fiche technique
- Titre original :  And Now for Something Completely Different
- Titre français : Pataquesse (titre de première exploitation) ; La Première Folie des Monty Python
- Réalisation : Ian MacNaughton
- Scénario : Graham Chapman, John Cleese, Terry Gilliam, Eric Idle, Terry Jones et Michael Palin
- Musique : Douglas Gamley, Fred Tomlinson (en), Michael Palin, Terry Jones
- Production : Patricia Casey (en)
- Pays d'origine :  Royaume-Uni
- Langue originale : anglais
- Format : Couleurs - 35 mm - 1,85:1 - son mono
- Durée : 90 minutes
- Dates de sortie :
  - Royaume-Uni : 28 septembre 1971
  - France : 1974

## Distribution
- Graham Chapman
- John Cleese
- Terry Gilliam
- Eric Idle
- Terry Jones
- Michael Palin
- Carol Cleveland
- Connie Booth
- Lesley Judd (en)

Dans l'esprit du film, les acteurs originaux sont doublés en français par des comédiens différents selon les sketches[réf. nécessaire] :
- Michel Lasorne (Michael Palin, Eric Idle, Graham Chapman)
- Henri Courseaux (John Cleese, Graham Chapman, Eric Idle)
- Jean-Claude Donda (John Cleese, Graham Chapman)

## Affiche du film
L'affiche du film lors de sa première sortie en France sous le titre  Pataquesse a été dessinée par Marcel Gotlib.